# Onze-Lieve-Vrouw van Altijddurende Bijstandkerk (Overschie)
De Onze-Lieve-Vrouw van Altijddurende Bijstandkerk is een voormalige katholieke kerk in de deelgemeente Overschie in Rotterdam. De kerk is vernoemd naar Onze-Lieve-Vrouw van Altijddurende Bijstand, een titel van Maria.
Door de uitbreiding van het dorp Overschie met nieuwbouwwijken werd de Petrus' Bandenkerk te klein om de hele katholieke gemeenschap te bedienen. In 1950 werden plannen gemaakt voor de bouw van een nieuwe kerk. Het architectenbureau Hendriks, Van der Sluys & Van den Bosch werd aangetrokken voor het ontwerp. Het resultaat was een typische wederopbouwkerk in de stijl van de Delftse School. In 1953 werd de kerk ingewijd en in gebruik genomen.
Sinds 1 januari 2014 maakte de kerk deel uit van de Bernadetteparochie. De kerk werd in 2019 gesloten en is verbouwd tot appartementencomplex.